# Sikorniki
Sikorniki (Alcippeinae) – monotypowa podrodzina ptaków z rodziny pekińczyków (Leiotrichidae).

## Zasięg występowania
Podrodzina obejmuje gatunki występujące w orientalnej Azji.

## Morfologia
Długość ciała 12,5–16,5 cm; masa ciała 12–23 g.

## Systematyka
Takson ten został wprowadzony w 2019 roku jako odrębna rodzina Alcippeidae; Międzynarodowy Komitet Ornitologiczny (IOC) nadal go tak klasyfikuje.

### Etymologia
- Alcippe: w mitologii greckiej Alkippe (Alcippe) była córką Aresa, boga wojny, która została porwana przez syna Posejdona (lub według niektórych źródeł przez samego Posejdona). Była chyba najsłynniejszą z pół tuzina kobiet o tym imieniu w starożytności (w tym kobieta z wioski, o której wspominał Wergiliusz, towarzyszka Heleny w epopei Homera, szwagierka Kekropsa i kurtyzana)[7].
- Alcippornis: jak wyżej; gr. ορνις ornis, ορνιθος ornithos „ptak”[8]. Nowa nazwa dla Alcippe.

### Podział systematyczny
Do podrodziny należy jeden rodzaj z następującymi gatunkami:
- Alcippe grotei Delacour, 1936 – sikornik wietnamski
- Alcippe poioicephala (Jerdon, 1841) – sikornik duży
- Alcippe brunneicauda (Salvadori, 1879) – sikornik szaroboczny
- Alcippe pyrrhoptera (Bonaparte, 1850) – sikornik rdzaworzytny
- Alcippe nipalensis (Hodgson, 1837) – sikornik nepalski
- Alcippe morrisonia Swinhoe, 1863 – sikornik szarolicy
- Alcippe peracensis Sharpe, 1887 – sikornik czarnobrewy